# Josef Perwolf

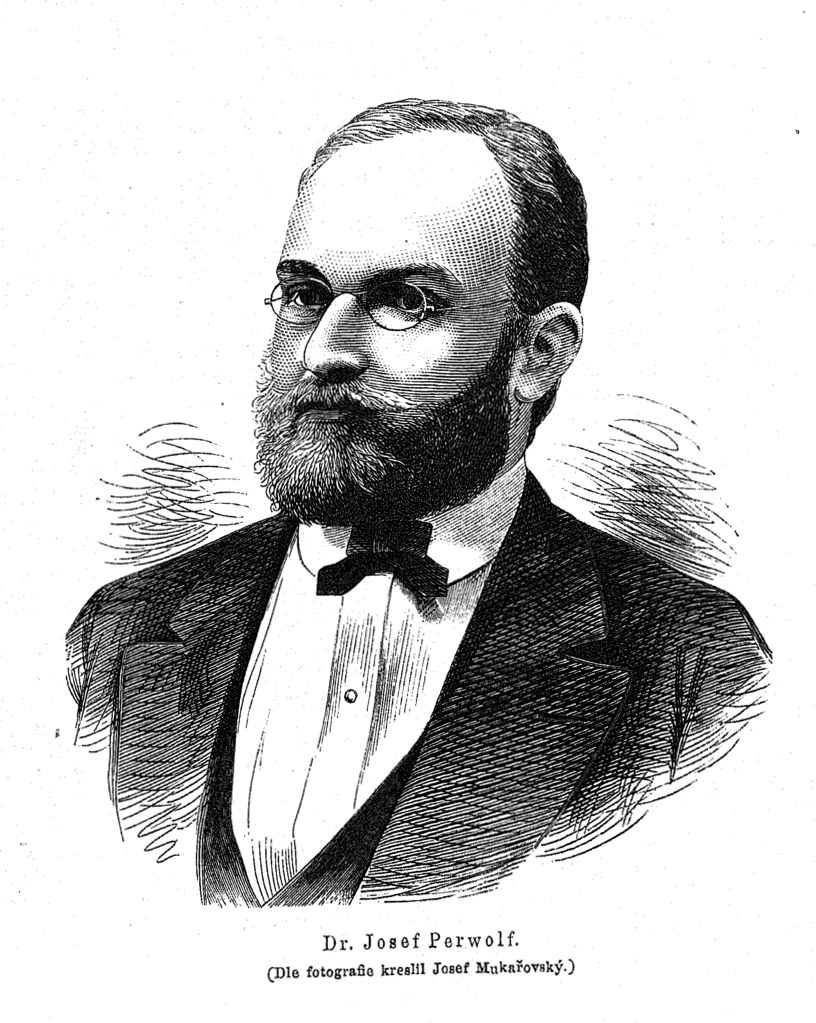
Josef Perwolf, 1879

Josef (Ocip Ocipovitj) Perwolf, född 1841 i Böhmen, död 1892 i Warszawa, var en tjeckisk slavist.
Perwolf studerade vid Karlsuniversitetet i Prag och blev arkivarie vid böhmiska museet, men kallades 1871 till docent i slavistik vid universitetet i Warszawa. Hans arbeten behandlar främst den panslavistiska frågan, det vill säga de olika slaviska stammarnas historiska och kulturella samhörighet och växelverkan. Av dessa verk kan nämnas Vývin idey vzájemnosti u narodŭ slovanských (1867); en historisk översikt av den samslaviska idéns utveckling från äldsta tider, Slavjanskaja vzaimnost s drevnějšich vremen do XVIII, věka (1874), Slavjane, ich vzaimnyja otnošenija i svjazi (1886), Slavjanskaja ideja v literaturě slavjan do XVIII. v. (1887) och Zapadnye slavjane (1890). 
Perwolf  behandlade östersjöslaverna i studierna Germanizacija Baltijskich slavjan (1876) och Varjagi-Rus i baltijskie slavjane (1877). Han var en flitig medarbetare i slaviska tidskrifter och publicerade i Vatroslav Jagićs "Archiv" studierna Polen, Ljachen, Wenden (1879) och Slavische Völkernamen (1883-84).